# Wiaczesław Pilikow
Wiaczesław Aleksandrowicz Pilikow (ros. Вячеслав Александрович Пиликов; ur. 28 października 1980 r.) – rosyjski mistrz w kulturystyce, sztangista, trójboista siłowy, zawodnik armliftingu, wojskowy. Mistrz Rosji oraz Europy Wschodniej w kulturystyce mężczyzn powyżej 100 kg. Uważano go za jedną z największych gwiazd kulturystyki i trójboju siłowego w Rosji.

## Życiorys
Treningi siłowe rozpoczął jako czternastolatek. Sukcesy w kulturystyce zaczął odnosić wcześnie; już w wieku siedemnastu był medalistą. Po przeprowadzce z Briańska do Petersburga, która miała miejsce w 2003 roku, szybko wdarł się do elity rosyjskiej kulturystyki. Studiował na Briańskiej Wyższej Szkole Wychowania Fizycznego. Trenował w klubie „Sportlife” („Спортлайф”).
Jest zawodnikiem wagi ciężkiej. Waga sportowca balansuje od stu osiemnastu do ponad stu trzydziestu kilogramów (poza sezonem zawodów). W 2001 roku zdobył srebrny medal podczas Pucharu Rosji federacji ФБФР (w kategorii juniorów powyżej osiemdziesięciu kilogramów). W 2003 roku wywalczył srebrny medal podczas Pucharu Petersburga i Obwodu Leningradzkiego, w kategorii wagowej do dziewięćdziesięciu pięciu kilogramów. Czasopismo Sport Express (Спорт-Экспресс), wydawane przez grupę Nacyonalnaja Miedia, uznało ten wynik za „sensacyjny sukces”. Formę do tych startów przygotował ponoć w ciągu zaledwie trzech tygodni, w toku katorżniczych treningów. Jesienią 2003 zajął drugie miejsce na podium w Mistrzostwach Rosji w kulturystyce, wyprzedzając między innymi faworyta, Dmitrija Gołuboczkina.
Intensywne treningi sprawiły, że masa mięśniowa Pilikowa gwałtownie rosła. W 2005 roku bez powodzenia brał udział w konkursie Iroman oraz startował w organizowanych przez IFBB w Szanghaju mistrzostwach świata w kulturystyce amatorskiej, w trakcie których zajął trzecie miejsce (m.in. za Dennisem Wolfem). W 2011 został złotym medalistą Pucharu Rosji w Kulturystyce oraz zwyciężył Mistrzostwa Europy Wschodniej. W sierpniu tego roku uplasował się na czwartej pozycji podczas konkursu Grand Prix „Bajkał”. W 2011 był też zwycięzcą Pucharu Petersburga i Pucharu Czelabińska w kategorii wagowej powyżej dziewięćdziesięciu kilogramów. Ostatni występ w jego karierze kulturystycznej przypadł na październik 2011 roku – Pilikow uczestniczył wtedy w specjalnych zawodach z udziałem największych gwiazd rosyjskiej kulturystyki, organizowanych przez czasopismo Hardness (zajął piąte miejsce).
Po występie na scenie w Szanghaju zyskał międzynarodowy rozgłos jako kulturysta. Następnie zajął się podnoszeniem ciężarów i został mistrzem w wyciskaniu sztangi. W 2010 roku, jako trójboista siłowy, zdobył srebrny medal w międzynarodowych zawodach Skip Raw. W październiku 2016 brał udział w mistrzostwach trójboju siłowego w Nabierieżnyjnych Czełnach, organizowanych przez federację IPL/CAP. Podczas pokazu demonstracyjnego przed zgromadzoną publicznością gniótł metalowe przedmioty gołymi rękoma. Pilikow to wielokrotny mistrz północno-zachodniej Rosji w wyciskaniu sztangi na ławce, wielokrotny mistrz Rosji w armliftingu i brązowy medalista Mistrzostw Świata w armliftingu.
W szczytowym momencie kariery jego bicepsy miały szerokość pięćdziesięciu trzech do pięćdziesięciu czterech centymetrów. W rosyjskich mediach sportowych powszechnie uznawany za jednego z najbardziej imponujących kulturystów. Serwis Prokachkov.ru chwalił Pilikowa za „świetną budowę”, witryna MuscleHouse.ru – za „doskonałą formę”, a magazyn Геркулесъ podsumował kulturystę jako: „wysokiego, okazałego, z szerokimi ramionami i wąską talią”, „boskiego” zawodnika. Szczególnie pochlebnie pisano o Pilikowie w kontekście jego masywnych mięśni klatki piersiowej. Nazywano go też „rosyjskim Arnoldem Schwarzeneggerem”. Federacja Rosyjska przyznała mu tytuł międzynarodowego mistrza sportu (МСМК, Мастер спорта России международного класса) w kulturystyce.
Wraz z Maksimem Baruzdinem współtworzył zespoły sportowe „Bohatery Rosji” („Богатыри Руси”) oraz „Silne Piękno” („Сильная Красота”). W ramach występów duet siłaczy prężył potężne, rozwinięte mięśnie przed publicznością, zwijał patelnie w rulon, kruszył beton w dłoniach. Zespoły uczestniczyły w wielu konkursach sprawności fizycznej w całym kraju, a pokazy miały charakter ekstremalny.
Zajmował się działalnością przestępczą. W lipcu 2007 roku postawiono mu zarzuty co najmniej dwudziestu włamań oraz wielokrotnych kradzieży pieniędzy i przedmiotów wartościowych. Odsiedział około trzyletni wyrok skazujący w petersburskim więzieniu „Kresty”. Nie mógł tam uprawiać sportu i rozwijać swojej sylwetki. Mimo to po wyjściu na wolność wznowił treningi (jego masa sięgała około 113 kg) i w 2011 roku zaliczył udany powrót na scenę kulturystyczną.
Jako wojskowy pracował dla Federalnej Służby Bezpieczeństwa Federacji Rosyjskiej. Był też członkiem rady ds. weteranów rosyjskiego Ministerstwa Obrony.

## Warunki fizyczne
- waga w sezonie zawodów kulturystycznych: powyżej 110 kg[5]
- waga pozakonkurencyjna: ok. 130 kg[18]
- obwód bicepsa: 52–54 cm[5][11][12]

Rekordy w trójboju siłowym
- przysiad ze sztangą: 270 kg[5]

## Osiągnięcia w kulturystyce
- 2001: Puchar Rosji, federacja FBFR (ФБФР), kategoria wagowa juniorów powyżej 80 kg – 2. miejsce
- 2001: Mistrzostwa Rosji, federacja FBFR (ФБФР), kategoria wagowa do 90 kg – 7. miejsce
- 2003: Mistrzostwa Rosji, federacja FBFR (ФБФР), kategoria wagowa powyżej 95 kg – 2. miejsce[3]
- 2003: Puchar Petersburga i Obwodu Leningradzkiego, kategoria wagowa do 95 kg – 2. miejsce[3]
- 2003: Mistrzostwa Petersburga i Obwodu Leningradzkiego, kategoria wagowa powyżej 95 kg – 2. miejsce
- 2003: Puchar „Atłantow”, kategoria ogólna mężczyzn – 4. miejsce
- 2005: Mistrzostwa Świata w kulturystyce, federacja IFBB, kategoria wagowa powyżej 90 kg – 3. miejsce[3]
- 2005: Mistrzostwa Petersburga i Obwodu Leningradzkiego, kategoria wagowa powyżej 95 kg – 2. miejsce[3]
- 2005: Mistrzostwa Petersburga i Obwodu Leningradzkiego, kategoria ogólna mężczyzn – 2. miejsce[3]
- 2005: Mistrzostwa Rosji, federacja FBFR (ФБФР), kategoria wagowa powyżej 95 kg – 5. miejsce
- 2005: Zawody „Iroman”, kategoria ogólna mężczyzn – 7. miejsce
- 2010: Puchar Północno-Zachodniego Okręgu Federalnego, kategoria wagowa powyżej 100 kg – 6. miejsce
- 2011: Puchar Rosji, federacja FBFR (ФБФР), kategoria wagowa powyżej 100 kg – 1. miejsce
- 2011: Mistrzostwa Europy Wschodniej w kulturystyce, kategoria ogólna mężczyzna – 1. miejsce[3]
- 2011: Mistrzostwa Europy Wschodniej w kulturystyce, kategoria open – 2. miejsce[3]
- 2011: Puchar Petersburga, kategoria wagowa powyżej 100 kg – 1. miejsce[3]
- 2011: Puchar Północno-Zachodniego Okręgu Federalnego, kategoria wagowa powyżej 100 kg – 1. miejsce
- 2011: Puchar Północno-Zachodniego Okręgu Federalnego, kategoria ogólna mężczyzna – 2. miejsce
- 2011: Puchar Czelabińska, kategoria wagowa powyżej 90 kg – 1. miejsce
- 2011: Grand Prix „Bajkał”, kategoria ogólna mężczyzna – 4. miejsce
- 2011: Absolutne Mistrzostwa Gwiazd Rosyjskiej Kulturystyki (Hardness Fitness Festival) – 5. miejsce[9]